# Jonas Nordin
Jonas Nordin (født 1968) er en svensk historiker og forfatter og nyudnævnt professor i bog- og bibliotekshistorie i Lund. Nordin blev 2009 docent ved Stockholms universitet med afhandlingen Ett fattigt men fritt folk: nationell och politisk självbild i det svenska riket från sen stormaktstid till slutet av frihetstiden. 1. oktober 2018 tiltrådte Jonas Nordin som professor i bog- og bibliotekshistorie ved Lunds Universitet.
Jonas Nordin har været gæsteforsker ved Københavns Universitet og redaktør for Historisk tidskrift.
Siden 2007 har Jonas Nordin arbejdet på Kungliga Biblioteket.

## Priser og udmærkelser
Cliopriset 2003